# Valle de Santiago (Guanajuato)
Valle de Santiago es una localidad del estado mexicano de Guanajuato. Es la cabecera del municipio de Valle de Santiago.

## Toponimia
El nombre «Santiago» hace referencia al santo patrono de la localidad: Santiago el Mayor.

## Historia
La localidad de Valle de Santiago fue fundada el 28 de mayo de 1607 por Cristóbal Martín y Juan Fernández, a partir de la población de Camémbaro, un poblado purépecha existente desde 1396 y con el cual Pedro Meléndez Gora había entrado en contacto un año antes. El 4 de diciembre de 1786 la localidad recibió el grado de corregimiento y fue incorporada a la alcaldía mayor de Zelaya.
Durante la Independencia de México la localidad alojó a las tropas de Miguel Hidalgo el 11 de octubre de 1810. Posteriormente, el 7 de noviembre de 1814 la población fue incendiada por un grupo insurgente. El 31 de octubre de 1854, como parte de la Revolución de Ayutla, la población de Valle de Santiago fue saqueada por las tropas de Epitacio Huerta. El 12 de diciembre de 1863, durante la Segunda intervención francesa en México, la población es ocupada por las tropas del general francés François Achille Bazaine.

## Demografía
| Gráfica de evolución demográfica |
|                                  |

| Censo | Población |
| ----- | --------- |
| 1900  | 12 660    |
| 1910  | 12 737    |
| 1921  | 11 246    |
| 1930  | 11 694    |
| 1940  | 12 278    |
| 1950  | 15 628    |
| 1960  | 21 795    |
| 1970  | 16 517    |
| 1980  | 37 645    |
| 1990  | 56 009    |
| 2000  | 58 837    |
| 2010  | 68 058    |
| 2020  | 72 663    |